# Anarhichas minor
Anarhichas minor és una espècie de peix de la família dels anaricàdids i de l'ordre dels perciformes.

## Descripció
- Fa 180 cm de llargària màxima[6] (encara que la seua mida normal és de 120)[7] i 27,9 kg de pes.[8][9]
- Cos allargat i de color groguenc o de marró grisenc a marró fosc amb nombroses taques marrons fosques al cap, el dors, els flancs superiors i l'aleta dorsal. Els juvenils presenten franges negres i amples de fins a 10 cm.
- Cap gros i amb el musell rom.
- Dents maxil·lars molt fortes: semblants a canines al davant i còniques i arrodonides al darrere.
- Aleta caudal amb 20-23 radis.
- Aleta anal allargada.
- 1 única aleta dorsal, la qual s'estén des del cap fins a la cua.[10][11][12]

## Reproducció
Les femelles assoleixen la maduresa sexual abans que els mascles, tot i que hi ha diferències entre poblacions: n'hi ha que ho fan quan arriban a fer 48-62 cm de llargària, mentre que d'altres s'han d'esperar a fer entre 75 i 80. Els ous, fins a 50.000, són dipositats en masses esfèriques d'aproximadament 6 mm de diàmetre en el fons del mar entre l'abril i el desembre, principalment entre el juny i l'agost. Les larves són pelàgiques al juny (quan fan 2,4 cm de longitud) i esdevenen bentòniques quan assoleixen 4-7 cm de llargada.

## Alimentació
Menja principalment equinoderms i, també, crustacis, mol·luscs, peixos i cucs.

## Depredadors
Els bacallans i el tauró de Grenlàndia (Somniosus microcephalus) en són depredadors.

## Hàbitat i distribució geogràfica
És un peix marí, demersal (entre 25 i 600 m de fondària, normalment entre 100 i 400)), oceanòdrom i de clima temperat (81°N-42°N, 71°W-59°E), el qual viu a les aigües costaneres sobre fons tous (sovint amb roques) del sud de l'Àrtic, de l'Atlàntic nord-occidental (des de l'oest de Grenlàndia, el Quebec, l'estret de Davis, l'illa de Baffin i Nova Escòcia -el Canadà- fins a Massachusetts, el golf de Maine i, potser també, Nova Jersey -els Estats Units-) i l'Atlàntic nord-oriental (des del mar de Barentz i Spitsbergen fins a Bergen -Noruega-, les illes Fèroe, Islàndia i les costes sud-orientals de Grenlàndia).

## Observacions
És inofensiu per als humans, la seua longevitat és de 21 anys, es comercialitza en forma de filets frescos o congelats i la seua pell és emprada per a fer cuir.